# Ramsey Nijem
Ramsey Pedro Nijem, född 1 april 1988 i Concord, är en amerikansk MMA-utövare som 2011–2015 tävlade i organisationen Ultimate Fighting Championship.